# Robert de Mortain

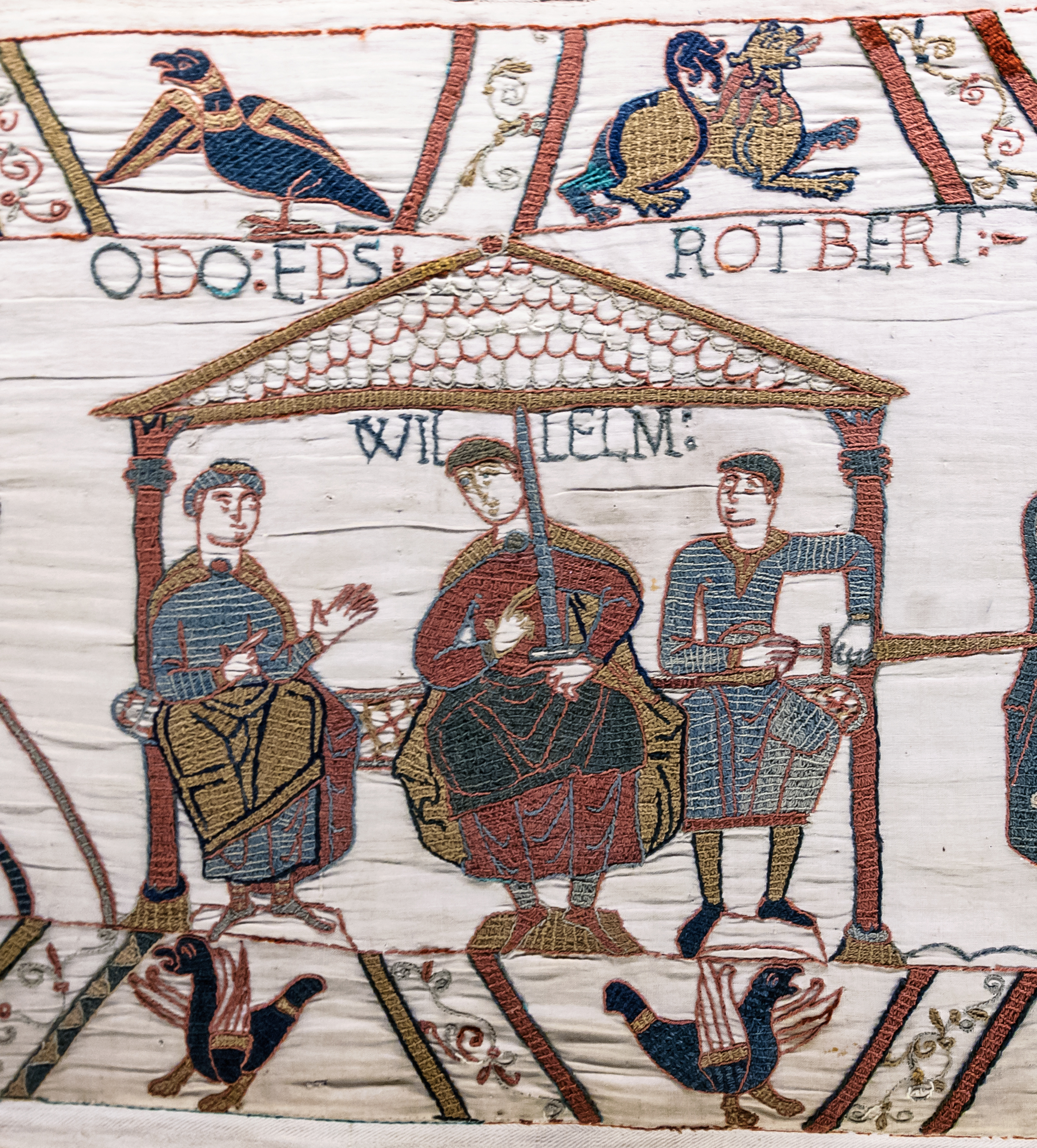
Robert hrabia de Mortain (P) w towarzystwie braci: księcia Wilhelma (C) i biskupa Odona (L)

Robert (ur. ok. 1031, zm. 8 grudnia 1090) – hrabia Mortain, 1. hrabia Kornwalii, syn rycerza Herluina de Conteville i Herlevy, córki Fulberta, garbarza z Falaise, brat biskupa Odona z Bayeux, przyrodni brat Wilhelma Zdobywcy, księcia Normandii i króla Anglii.
W 1049 r. został hrabią Mortain (niektórzy historycy przemieszczają przejęcie hrabstwa na rok 1055), po pokonaniu poprzedniego hrabiego, Wilhelma Warlenca.
W 1066 r. był obecny na zjeździe wasali Wilhelma Normandzkiego w Lillebonne, gdzie dyskutowano o planowanej inwazji na Anglię. Robert obiecał wtedy wysłać na wyprawę 120 okrętów. Walczył w bitwie pod Hastings 14 października 1066 r. W 1069 r. bronił wyspy Lindsey przed atakami Duńczyków. Był obecny przy łożu śmierci Wilhelma Zdobywcy w Rouen w 1087 r. Popierał kandydaturę Roberta Krótkoudego na króla Anglii przeciwko Wilhelmowi Rudemu. Brał udział w rebelii 1088 r. Oblężony przez Wilhelma w Pevensey skapitulował w czerwcu 1088 r.
Po normandzkim podboju Anglii w 1066 r. Robert otrzymał największe nadania ziemskie. Składały się na nie 793 majątki. 623 majątki, położone w hrabstwach południowo-zachodnich przynosiły mu dochód 400 funtów rocznie. Posiadał 248 posiadłości w Kornwalii (po podboju otrzymał również tytuł 1. hrabiego Kornwalii), 196 w Yorkshire, 99 w Northamptonshire, 75 w Devonshire razem z kościołem i dworem w Exeter, 54 majątki w Sussex oraz gród Pevensey, 49 w Dorset, 29 w Buckinghamshire oraz rozproszone majątki w 10 innych hrabstwach.
Robert poślubił Matyldę, córkę Rogera de Montgomerie, 1. hrabiego Shrewsbury, i Mabel Talvas, córki, córki Wilhelma Talvasa. Robert i Matylda mieli razem jednego syna i trzy córki:
- Wilhelm (1074–1140), hrabia Mortain i 2. hrabia Kornwalii
- Agnieszka, żona Andrzeja de Vitry
- Dionizja, żona Gwidona, pana de La Val
- Emma, żona Wilhelma IV, hrabiego Tuluzy

W 1082 r. Robert wraz z żoną ufundowali za radą swojego kapelana, Vitalisa z Savigny, kolegiatę w Mortain. Robert zmarł w 1090 r. i został pochowany w opactwie św. Grestaina we Francji.